# The Club (политическая группа)
«The Club» — троцкистская группа в Великобритании, существовавшая в 1950—1959 годах.

## История
Группа была создана сторонниками Джерри Хили и Джона Лоуренса после развала Революционной коммунистической партии в 1949—1950 годах. Действовала внутри Лейбористской партии (ЛП). Собственно, отношение к энтризму в ЛП и послужило причиной раскола. Группа Хили — Лоуренса поддерживала линию Международного секретариата на глубокий энтризм в массовые рабочие партии. В свою очередь, группа во главе с Тедом Грантом считала, что в период послевоенного экономического подъёма энтризм в массовые партии не даст желаемого эффекта, а именно — усиления в них левого революционного крыла. В 1947 году большинство РКП отвергло тактику энтризма, однако сторонники Хили тем не менее вступили в Лейбористскую партию в конце 1940-х годов.
Внутри ЛП группа Хили издавала газету «Socialist Outlook». редактором которой был Джон Лоуренс. В 1954 году газета была запрещена руководством ЛП, после чего группа стала распространять газету «Tribune», издававшуюся левом крылом лейбористов, сформировавшимся вокруг Ная Бивена.
С 1950 года группа являлась британской секцией Четвёртого интернационала. Однако после раскола Четвёртого интернационала 1953 года, Джерри Хили поддержал руководство американской Социалистической рабочей партии и французской Международной коммунистической партии Пьера Ламбера. После учреждения в 1953 году Международного комитета Четвёртого интернационала «The Club» была признана его официальной британской секцией.
Группа росла в течение 1950-х годов за счёт бывших членов Компартии Великобритании (КПВ), вышедших из неё после поддержки руководством КПВ ввода советских войск в Венгрию в 1956, а также за счёт профсоюзных активистов. Один из наиболее известных бывших членов КПВ в группе — Питер Фрайер. В 1956 он был корреспондентом «Daily Worker» в Будапеште во время вторжения Советской Армии. После прихода в «The Club» он в 1958 году стал редактировать газету «The Newsletter». 
В работе группы принимали участие Корин и Ванесса Редгрейв, ставшие известными актёрами.
В 1959 году группа изменила своё название на Социалистическую трудовую лигу.